# Itaverava
Itaverava is een gemeente in de Braziliaanse deelstaat Minas Gerais. De gemeente telt 5.749 inwoners (schatting 2009).

## Aangrenzende gemeenten
De gemeente grenst aan Catas Altas da Noruega, Conselheiro Lafaiete, Lamim, Ouro Branco, Ouro Preto en Santana dos Montes.

## Verkeer en vervoer
De plaats ligt aan de weg BR-482.